# Aegir

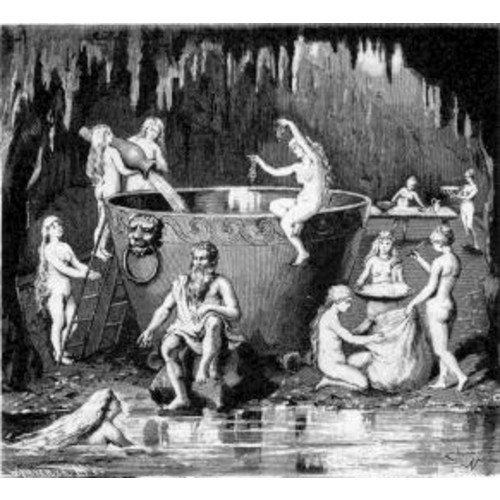
Aegi, Rán a jejich devět dcer.

Aegir (též Aegi, Ægir) je méně známý Ás. Má na starosti moře, proto jej prosili námořníci před plavbou o klidné počasí. V poezii líčen též jako sládek (pravděpodobně narážka na kotle medoviny, o nichž se věřilo, že pocházejí z moře). Jeho manželkou byla bohyně Rán, se kterou měl devět dcer, mořských vln, nejspíše obryní (jejich jména jsou Himinglaeva, Dúfa, Blódughadda, Hefringa, Uda, Hrönna, Bylgja, Bára a Kólga). Měl také dva otroky – Fimafenga a Eldiho. Prvního z nich zabil Loki, důvody této vraždy však nejsou známy. Aegir je znám svou pohostinností – poháry v jeho síních jsou vždy plné.